# Claus Christoffersen Lyschander
Claus Christoffersen Lyschander (1558 – årsskiftet 1623-1624) var en dansk digter og kongelig historiograf.
Lyschander blev født i Nørre Vram i Skåne, hvor hans fader, Christoffer Pallesen Lyschander, var præst (død 13. marts 1602). Hans moder, Anne (død 18. oktober 1569) stammede fra Slesvig. Navnet Lyschander, ligesom fornavnene i familien, lader formode et nært slægtskab med Ulfeldterne.
Lyschanders drengeår faldt på Den Nordiske Syvårskrigs tid, da provinserne øst for Øresund hjemsøgtes med ild og sværd. Et par af hans ældre søskende blev sendt til København, hvor de døde i de pestagtige epidemier, der ledsagede krigen. I hjemmet døde hans moder. Efter krigen blev han sendt til det nærliggende Herrisvad, hvor en af de gamle klosterskoler endnu
bestod under ledelse af præsten Knud Jensen Møenbo. I ham fik Lyschander en kundskabsrig og dygtig lærer. Man ved ikke, hvornår Lyschander blev student, men allerede tidligt begyndte han at sysle med litterære arbejder. Kun 20 år gammel forfattede han et ret udførligt register til de danske landskabslove efter ord og emner, med optegnelser om mønt og mål i ældre tid. Det er skrevet i "kalenteprovsternes gård i Roskilde", hvor han altså 1578 har haft ophold. Året efter optrådte han som latinsk digter, og siden fremkom der fra hans hånd en række metriske arbejder i det latinske sprog, men dog over fædrelandske emner. Allerede tidligt ser man således digteren og historikeren ligesom kæmpe om overtaget hos ham. Hans digtning begyndte på latin, men endte på dansk, og det således, at han med berettigelse kan nævnes som den sidste betydelige digter i Danmark i gammel rimkrønikestil.
Efter at have tilbragt nogle år med studier i hjemmet begav Lyschander sig til universitetet i Rostock. Her lærte han professor David Chytræus at kende, hvis yndest han vandt ved sin
kærlighed til historie. Siden studerede han, lader det til, i Wittenberg, hvor han måske også har taget magistergraden. I alt fald hjembragte han en anbefaling fra kurfyrsten af Sachsen. Rimeligvis har han udstrakt sine rejser videre, da han tilbragte en række år i udlandet. Da han endelig vendte hjemad, gik tilbagerejsen over Rostock, hvor Chytræus medgav ham (i januar 1587) et brev til kong Frederik 2., hvori han med stor ros omtalte, at Lyschander ligesom hans afdøde broder, Hans Christoffersen Lyschander med flid havde lagt sig efter fædrelandets historie og oldsager, idet han tilføjede:
Sådanne borgere, som ikke alene elske deres fædreland, men også er i stand til at udbrede dets berømmelse, fortjene eders majestæts særdeles yndest og beskyttelse.
Efter Lyschanders hjemkomst 1587 afstod hans fader med kongelig bevilling et vikariat i Lunds domkapitel til sønnen, og endnu samme år lykkedes det denne at blive præst i Herfølge og Sædder, et af de bedste kald på Sjælland. Han afløste her Jon Jakobsen Venusinus, som han siden også skulle efterfølge som kongelig historiograf; men hans kaldelse gik ikke af uden vanskelighed, så det vist nærmest skyldtes den daværende lensmand på Tryggevælde, Arild Huitfeldt, at Lyschander trængte igennem.
I Herfølge tilbragte Lyschander hele sin øvrige levetid. 14. juli 1588 ægtede han Margrethe, datter af Professor Claus Skavbo i København, og senere blev han provst i Bjæverskov Herred. I egnen der omkring levede flere medlemmer af slægten Bille, som han var knyttet til fra sin hjemstavn. Til ære for dem forfattede han omkring 1598 et rimværk med titlen De Billers, Iensis Sønners, XVI Aaner, hvori han på en egen frisk og livfuld måde i ret velklingende vers lader slægtens stammødre fortælle deres egen samt deres mænds og børns historie. Denne rimkrønike udbredtes i afskrifter. 1722 blev den endelig trykt, men i temmelig forvansket skikkelse og med urigtigt forfatternavn. Først i 1888 blev den udgivet efter Lyschanders egne håndskrifter under titlen Billeslægtens Rimkrønike. De Grønlandstog, Christian 4. lod foretage i begyndelsen af sin regering, gav Lyschander anledning til udgivelse af sin Den Grønlandske Chronica (1608), et større episk digt i rimkrøniketonen, hvor han skildrede landets første bebyggelse af nordboerne, dets senere historie samt de tog, der i den nyeste tid var foretaget for at finde det glemte land.
Et mere poetisk emne valgte Lyschander i Den Calmarnske Triumph fra 1611, hvor han med held besynger Christian 4.s erobring af den stærke fæstning Kalmar. Det er særlig, når han skildrer helten, der falder i kampen for sit fædreland og derved vinder en evig berømmelse, at Lyschander hæver sig i sin fulde højde som digter; her smelter historien og poesien sammen for ham til en lykkelig enhed. Også i Lyschanders sidste større rimværk, Stormectige oc Hocbaarne Førstis Her Christian Den Femtis Vdvellelsis Oc Hyldnings Historia fra 1623 (talen er om "den udvalgte prins", Christian 4.s ældste søn som døde før faderen), findes der smukke partier mellem afsnit, hvor emnet var for tungt til at kunne løftes til poetisk flugt. Undertiden kommer Lyschander i disse rimværker ind på naturskildringer; men hovedsagen for ham, den tanke, som uafbrudt vender tilbage, er dog, at selv de største bedrifter er som en skrift i sandet, når digteren og historieskriveren ikke foreviger dem. Heri søger han sin berettigelse, både når han synger, og når han af "bøger og gamle blade" søger at fremkalde de henfarne skikkelser for nutidens dagslys.

## Lyschander som kongelig historiograf
Længe havde Lyschander syslet med historiske samlinger, før han nåede at få noget frem i lyset i den retning, og det havde måske været bedre for hans gode navn og rygte, om han aldrig var kommet dertil. Men 1616 fik han et bestemt kald, da Christian 4., påvirket af kansler Christian Friis og rigsråd Christian Holck, udnævnte ham til kongelig historiograf og anviste en anstændig løn for ham selv og to amanuenser. Hans opgave skulle være "at skrive vore danske Historier og Konningers Bedrifter, saa at vi saa vel som andre Nationer kunne have ordentlig Historien og Krønniken". Han skulle begynde med Christian 3. og Frederik 2. og siden supplere alt, hvad der manglede hos Saxo. Værket skulle skrives på latin og, om muligt, være færdigt i løbet af seks år. Til hjælp for ham blev de tidligere historiografers betydelige samlinger stillet til hans rådighed.
Nu begyndte der en travl virksomhed i Herfølge præstegård, og skønt Lyschander allerede var oppe i alderen, udkastede han planen til et værk, der skulle omfatte 116 bøger og samle alt, hvad der var
sagt og kunne siges om Danmarks historie, topografi, statistik, religionsforfatning, love, borgerlige indretninger, skoler, Københavns Universitet, de enkelte stænders historie, berømte mænd og kvinder osv. Den sidste bog af dette uhyre værk skulle handle om danske skribenter. Vi ved ikke, om Lyschander har meddelt kansler Friis sin plan, men denne må dog snart være kommet på det rene med, at Lyschander ikke var mand for at udføre den ham forelagte opgave på den rette måde, for 1618 fik doktor Johannes Pontanus i Harderwijk omtrent det samme kald, som Lyschander tidligere havde fået, mens sidstnævnte dog ikke blev afskediget, da han synes at have udvirket tilladelse for sig til at fuldende nogle arbejder, der var temmelig vidt fremskredne. 1619 sendte han kansleren udkast til en Synopsis historiæ Danicæ, åbenbart det værk, der er mest kendt under titelen Danske Kongers Slectebog, og som udkom 1622 i folio. Lyschander begynder her den danske kongeslægt med Adam, og ved hjælp af de gotlandske fabler får han knyttet de bibelske slægtregistre sammen med Saxos kongerækker og forfølger så Danmarks kongeslægt ud i alle mulige sidelinjer, så han får omtrent alle Europas konge- og fyrstefamilier ind i sin danske slægtbog.
For en senere, mere kritisk tid måtte dette skrift stille sig som et udslag af en grænseløs lettroenhed, og det har da også grundig ødelagt Lyschanders navn som historiker. Bedre ville det have stillet sig, om han havde fået udgivet den Frederik 2.s historie, som han i det væsentlige havde færdig, og som nu går under udgiverens, Peder Hansen Resens, navn, eller om han havde fået lagt sidste hånd på sin bog om danske skribenter (Scriptores Danici), der indeholder oplysninger, som man forgæves søger andensteds. Hans Danmarksbeskrivelse ville det også have været værd at eje at dømme efter den indledning til samme, som er bevaret. Om kritik havde Lyschander ganske vist ingen forestilling, men han havde samlet meget, hans stil og fremstilling er for sin tid ypperlig, og han havde store gaver som folkeskribent.
Lyschander døde ved nytårstid 1624, men dagen kendes ikke. Et billede af ham findes i Herfølge Kirke på et epitafium, han lod opsætte over sin søn Claus, der var faderens kapellan, men som tillige med en søster døde under pesten i 1619.

## Fodnoter
1. ↑  Se immatrikulation af Claus Christoffersen (Lyschander) i Rostock Matrikelportal